# Валеріан
Пу́блій Ліци́ній Валеріан (лат. Publius Licinius Valerianus; бл. 199 — 260/264) — римський імператор, який правив у 253—260 рр. під час Кризи III століття. Володарював разом зі своїм сином, Галлієном, та був одним з так званих солдатських імператорів. 260 року зазнав нищівної поразки від перського царя Шапура I у битві при Едесі, ставши першим римським імператором, що потрапив у військовий полон та загинув у ньому.

## Походження та кар'єра
На відміну від більшості претендентів на престол протягом Кризи III століття, Валеріан походив із знатної родини сенаторського стану. Про ранні роки його життя відомо дуже мало. Він був одружений з Егнацією Мариніаною, з якою мав двох синів: Публія Ліцинія Егнація Галлієна, що пізніше став імператором, та Валеріана Молодшого.
Вперше Валеріан став консулом до 238 (як консул-суфект) чи у 238 р. (як ординарій). Того ж року він був обраний принцепсом Сенату та від імені Гордіана I вів переговори з Сенатом щодо визнання Гордіана імператором. У 251 р., коли Децій відновив інститут цензорів з вкрай широкими владними повноваженнями, так що цивільна влада практично перейшла до цензорів, Сенат обрав цензором Валеріана, але той відмовився від цієї посади. За правління Деція його призначили губернатором рейнських провінцій Норик і Реції. У 253 р. Валеріан виступив на боці тогочасного імператора Требоніана Галла, який попрохав його про допомогу у придушенні повстання Еміліяна. Валеріан вирушив з військом на південь, але було запізно: Галла вбили власні солдати, які перейшли на бік Еміліяна. Останнього військові проголосили імператором, але Валеріан продовжував рух до Риму. Перед його прибуттям до Італії у вересні чи жовтні, Еміліяна вбили його ж легіонери, які перейшли на бік Валеріана; останній був проголошений імператором. Римський Сенат швидко визнав Валеріана правителем, не тільки зі страху репресій, але й через те, що він був з їх кола.

## Правління

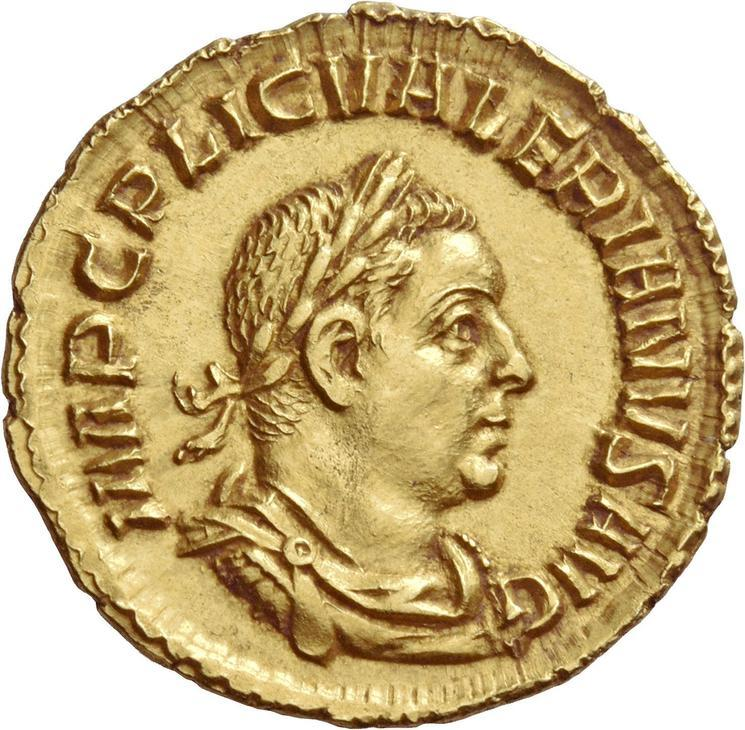
Ауреус із зображенням Валеріана

Коли Валеріан став імператором, перш за все він 22 жовтня 253 р. зробив свого сина Галлієна цезарем та співправителем. Хоча Валеріан був, безумовно, видатним полководцем та досить вправним правителем, він також виявився не в змозі вивести Римську імперію з того надзвичайно важного стану, в якому вона тоді знаходилася. Внутрішнє і зовнішнє безладдя досягло свого апогею; країна була охоплена епідемією чуми Кипріяна, прикордонні регіони Італії спустошували алемани, до Галлії вдерлися франки; в Дакії, Мезії та Малій Азії хазяйнували готи. На Сході Антіохія була окупована васалом Сассанідів, Вірменію захопив Шапур I. Різні полководці, яких посилали проти усіх цих ворогів, користуючись розбратом, проголошували себе імператорами (Інгенуй в Мезії, Постум в Галлії та ін.).
Валеріан і Галлієн розподілили між собою справи, син взявся за Захід, а батько вирушив на Схід для протистояння перські загрозі. У 254, 255 та 257 рр. Валеріан знову став консулом-ординарієм. До 257 р. він вже повернув Антіохію і Сирію під контроль Імперії, але наступного року готи спустошили Малу Азію.
У 258 р. Валеріан розгорнув репресію християн, в тому числі наказав стратити первосвященика Стефана.
Пізніше, 259 року, Валеріан переїхав до Едеси, але раптова епідемія чуми вбила більшість легіонерів, послабивши становище місцевої армії, і незабаром місто узяли в облогу перси. На початку 260 р. Валеріан зазнав нищівної поразки у битві при Едесі та спробував вступити з Шапуром у переговори щодо укладення миру. Шапур порушив перемир'я, а Валеріан внаслідок зради потрапив до нього у полон, де перебував до самої смерті. Полон імператора означав принизливу поразку римлян.

## Смерть у полоні

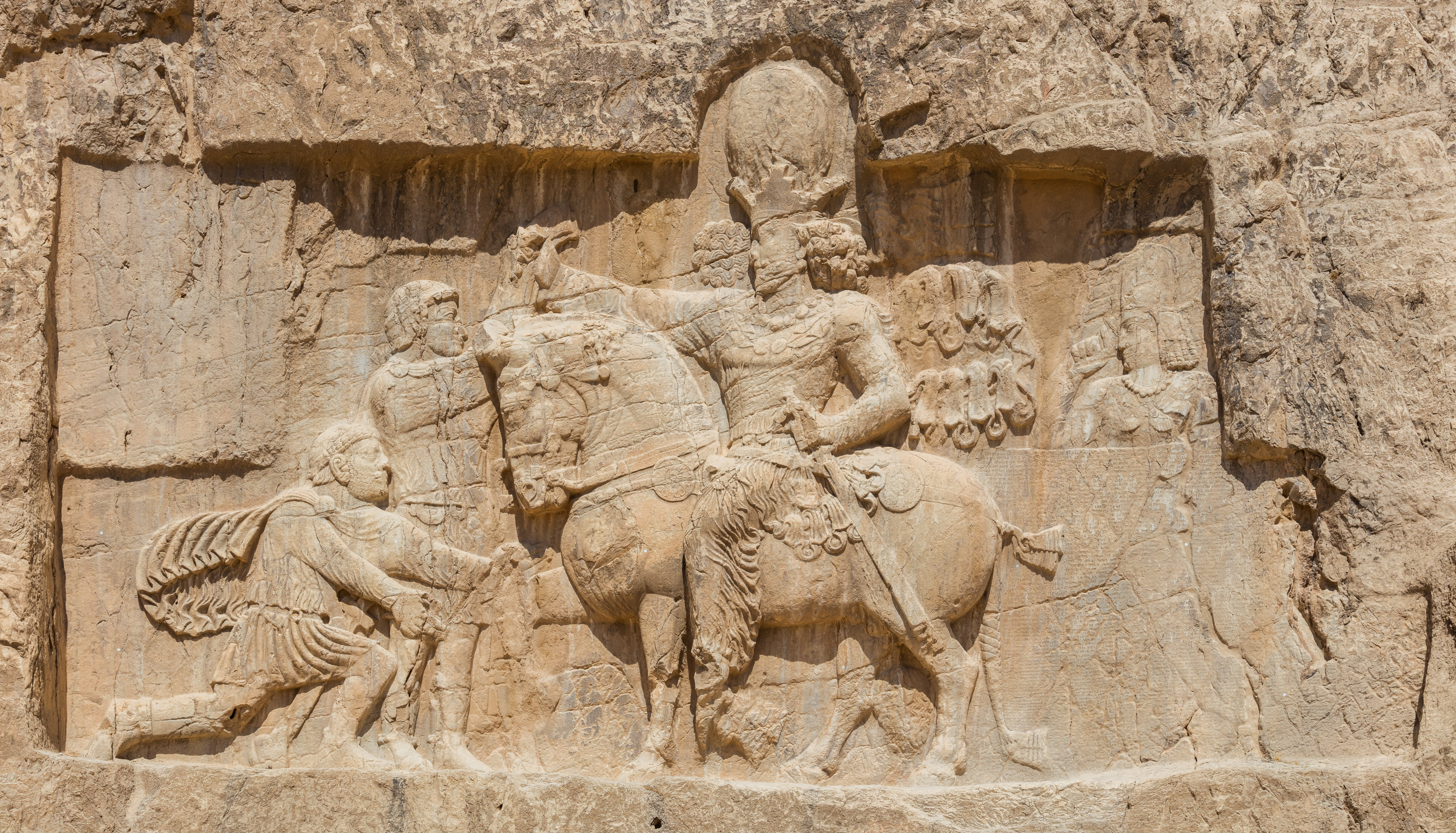
Скельний рельєф із зображенням іранського царя Шапура І (на коні) та римських імператорів, Валеріана (в заручниках) та Філіппа Араба (на колінах). Накш-і-Рустам, Іран

За твердженням ранньохристиянського літописця Лактанція, за деякий час до смерті Валеріан зазнавав значних знущань з боку своїх тюремників, наприклад, був ослінчиком для ніг Шапура, коли той сідав на коня. Згідно з цією версією подій, після довгого періоду подібного поводження, Валеріан запропонував Шапуру величезний викуп за своє звільнення. У відповідь на це, за легендою, Шапур примусив Валеріана проковтнути лите золото та зідрав з того шкіру (інша версія каже, що Валеріан помер від здирання шкіри), яку потім набив соломою і зберігав у головному перському храмі як воєнний трофей. За Лактантієм, тільки після того, як пізніше римляни перемогли персів, шкіру Валеріана спалили та поховали.
Деякі сучасні історики не погоджуються з версією Лактантія і вважають, що Шапур відправив Валеріана та деяких його солдат до міста Бішапур (чи Гундішапур), де вони жили у відносно гідних умовах. Полонених римлян Шапур використовував у своїх інженерних проєктах. Так, одним із залишків римського інженерного мистецтва є Банд-е-Кайсар (досл. Дамба Цезаря), розташована поблизу стародавнього міста Сузи, де, за одною з версій, у полоні помер Валеріан; дата його смерті невідома.
Сцени тріумфу персів над римлянами та перемоги над Валеріаном відбиті на скельних рель'єфах у Накш-і-Рустамі та Накше-Раджабі коло Персеполя, на території сучасного Ірану.

## Родовід
- Валеріан, Римський Імператор
  -  Галлієн, Римський Імператор
    -  Валеріан II, Римський Імператор
    -  Салонін, Римський Імператор

  -  Валеріан, Римський Політик